# Ruth (Deurne)
Ruth is een buurtschap in de gemeente Deurne, in de Nederlandse provincie Noord-Brabant.
De buurtschap is gelegen in het dal van de Astense Aa en ligt halverwege de Hazeldonkse Weg die van Liessel naar Vlierden loopt. Vroeger stond bij Ruth een van de twee watermolens op de Astense Aa. Deze werd de Watermolen van Ruth genoemd. Ruth is ook tegenwoordig nog de naam van een hoeve. Een nabijgelegen hoeve heet Vorst, een andere was de Pannehoef. Deze laatste, in de 19e eeuw eigendom van de Beelsfundatie, brandde in de vroege 21e eeuw tot de grond toe af.
Dorpen: Deurne · Helenaveen · Liessel · Neerkant · Vlierden · Walsberg

Buurtschappen: Baarschot · Belgeren · Bleijs · Breemortel · Groote Bottel · Kleine Bottel · Groot Bruggen · Klein Bruggen · Derp · Donschot · Haageind · Halte · Hanenberg · Heieind · Heimolen · Heitrak · Kerkeind · Kranenmortel · Kulert · Leensel · Luttel Meijel · Merlenberg · Molenhof · Pannenschop · Ruth · Schans · Schelm · Sloot · Veldheuvel · Vloeieind · De Voorstad · Voorste Beerdonk · Voort · Vreekwijk

Noord-Brabant: Steden en dorpen      Nederland: Provincies · Gemeenten